# Warta Bolesławiecka (gmina)
Warta Bolesławiecka est une gmina rurale du powiat de Bolesławiec, Basse-Silésie, dans le sud-ouest de la Pologne. Son siège est le village de Warta Bolesławiecka, qui se situe environ 9 km au sud-est de Bolesławiec et 97 km à l'ouest de la capitale régionale Wrocław.
La gmina couvre une superficie de 110,9 km2 pour une population de 7 730 habitants.

## Géographie
La gmina est bordée par les gminy de Bolesławiec, Gromadka, Kożuchów, Małomice, Niegosławice, Nowe Miasteczko, Osiecznica, Przemków et Żagań.
La gmina contient les villages d'Iwiny, Jurków, Lubków, Raciborowice Dolne, Raciborowice Górne, Szczytnica, Tomaszów Bolesławiecki, Warta Bolesławiecka, Wartowice et Wilczy Las.